# David Wilkins (orientaliste)
David Wilkins, Wilke ou Wilkius (11 juin 1685 à Memel, Prusse - 6 septembre 1745 en Angleterre) est un orientaliste, bibliothécaire et professeur universitaire d'origine prussienne qui a travaillé en Angleterre. Son édition latine du Nouveau Testament, traduit du copte, constitue la première édition de cet ouvrage.

## Biographie
Pendant quelques années, David Wilkins mène une vie étudiante nomade, visitant Berlin, Rome, Vienne, Paris, Amsterdam, Oxford et Cambridge. En 1712, l'université d'Oxford refuse de lui remettre son MA. Par la suite, il jouit du soutien de William Wake, archevêque de Cantorbéry. En octobre 1717, Wilkins obtient son DD (Doctor of Divinity). En 1720, il est prébendaire à la cathédrale de Canterbury. Quatre ans plus tard, en 1724, il est nommé professeur d'arabe à l'université de Cambridge. Il épouse Margaret, fille aînée du 5e lord Fairfax de Cameron, le 15 novembre 1725 ; les deux n'auront aucun enfant. Plus tard, grâce à William Wake, Wilkins est nommé libraire du Lambeth Palace.
Il meurt à Hadleigh dans le comté de Suffolk en Angleterre le 6 septembre 1745. 
En plus de l'arabe, Wilkins comprenait l'hébreu, le chaldéen, le copte, l'arménien et le vieil anglais. Le frère de son épouse, le septième lord Fairfax, aurait acheté la majorité de la collection de manuscrits de Wilkins.

## Œuvres
Wilkins a été libraire du Lambeth Palace pendant trois ans. Il a amélioré et complété le catalogue d'Edmund Gibson, tout en créant un catalogue de manuscrits. Il a été éditeur des ouvrages suivants : 
- Paraphrasis Chaldaica in Librum Chronicorum, Amsterdam, 1715
- Novum Testamentum Aegyptium, vulgo Copticum, Oxford, 1716 ; 
Il s'agit d'une traduction en latin du Nouveau Testament en copte. imprimé à 500 copies, il a été publié pendant 191 ans, se vendant au rythme d'une copie à toutes les 20 semaines. Le Livre Guinness des records le qualifie de livre se vendant le plus lentement (world's slowest-selling book)[5]
- Leges Anglo-Saxonicae Ecclesiasticae et Civiles; accedunt Leges Edvardi Latinae, Gulielmi Conquestoris Gallo-Normannicae, et Henrici I Latinae. Subjungitur Domini Henrici Spelmanni Codex Veterum Statutorum Regni Angliae quae ab ingressu Gulielmi I usque ad annum nonum Henrici III edita sunt. Toti operi praemittitur Dissertatio Epistolaris G. Nicoleoni de Jure Feudali Veterum Saxonum, Londres, 1721
- John Selden, Johannis Seldeni Jurisconsulti Opera omnia tam edita quam inedita, Londres, 1725, 1726, 3 vol.
- Quinque Libri Moysis Prophetae in Lingua Aegyptis, Londres, 1731
- Concilia Magnae Britanniae et Hiberniae a Synodo Verolamiensi A.D. 446 ad Londinensem A.D. 1717; accedunt Constitutiones et alia ad Historiam Ecclesiae Anglicanae spectantia, Londres, 1737, 4 vol.

Il a rédigé deux manuscrits : Historical Account of the Church of Hadleigh et Historia Ecclesiae Alexandrinae.